# 제이슨 더프너

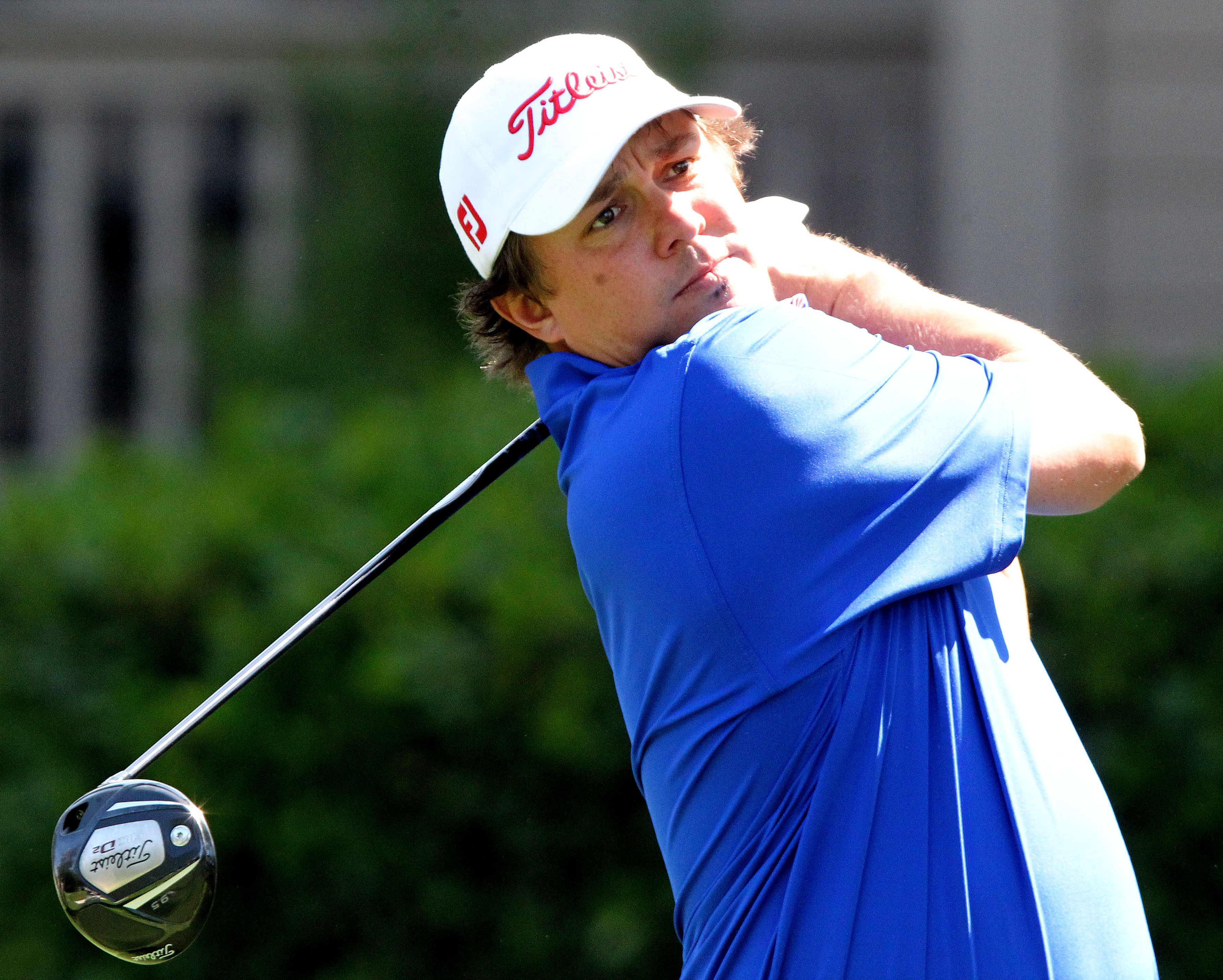
제이슨 더프너

제이슨 크리스토퍼 더프너(영어: Jason Christopher Dufner, 1977년 3월 24일 ~ )는 미국의 골프 선수다. 2013년 PGA 챔피언십에서 우승을 하였다.